# Scartelaos histophorus
Scartelaos histophorus is een straalvinnige vissensoort uit de familie van grondels (Gobiidae). De wetenschappelijke naam van de soort is voor het eerst geldig gepubliceerd in 1837 door Valenciennes.